# Firmin René Desloge
Pour les articles homonymes, voir Desloge (homonymie).
Pour les autres membres de la famille, voir Famille Desloge.
Firmin René Desloge (né le 17 février 1803 à Nantes - mort le 20 juillet 1856 à Potosi), est un financier et industriel américain d'origine française.

## Biographie
Firmin René Desloge est le fils de Joseph Gilles Desloges, négociant, receveur des contributions directes et revenus de Paimbœuf, et de Marie Angélique Rozier. Il est le petit-neveu de Jean-Baptiste Mosneron de Launay et le frère de Joseph François Desloge, maire orléaniste de Morlaix.
Il s'établit en Amérique en 1823. Il est introduit par son oncle Ferdinand Rozier et Jean-Jacques Audubon dans le négoce de fourrures, les intérêts mercantiles le long des rivières de l'Ohio et du Mississippi, et dans l'exploitation minière de Potosi (Missouri).
Desloge et son oncle sont en affaires avec la Compagnie des fourrures du Missouri et la French Fur Company.
Il développe l'industrie minière du plomb et fait construire en 1824 un four de fusion. Il est à l'origine de la fondation de la Desloge Lead Company (en) (devenue par la suite la Desloge Consolidated Lead Company (en)).

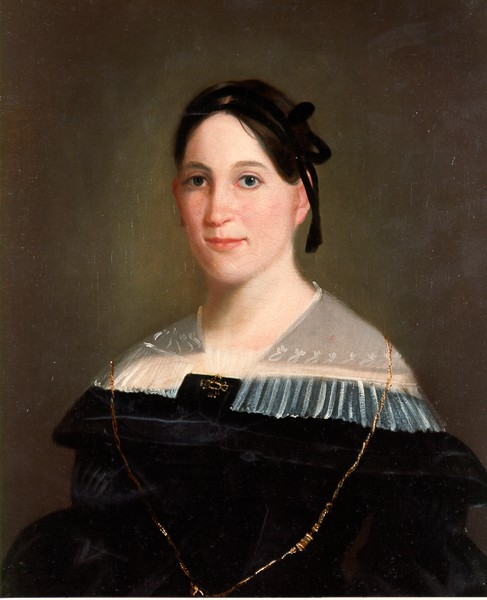
Portrait de son épouse, née Cynthian MacIlvaine.

Il épouse Cynthian MacIlvaine. Leur fils, le philanthrope Firmin Vincent Desloge, développa les affaires familiales, et leur fille Zoé épousera Seth Wallace Cobb.

## Sources
1. ↑  Joseph François Desloge, un Orléaniste à la mairie de Morlaix, Le Télégramme, 01 février 2023

- (en) Cet article est partiellement ou en totalité issu de l’article de Wikipédia en anglais intitulé « Firmin René Desloge » (voir la liste des auteurs).
- Lucie Furstenberg Huger, « The Desloge family in America », Nordmann Print. Co.
- Delphine Boissarie, Les négociants européens et le monde: Histoire d’une mise en connexion, Presses universitaires de Rennes, 2018